# Akira Narahashi
Akira Narahashi (名良橋 晃, Narahashi Akira, Chiba, 26 november 1971) is een Japans voormalig voetballer die als verdediger speelde.

## Clubcarrière
Narahashi speelde tussen 1990 en 2007 voor Shonan Bellmare en Kashima Antlers.

## Interlandcarrière
Narahashi debuteerde in 1994 in het Japans nationaal elftal en speelde 38 interlands voor zijn vaderland.

## Statistieken
| Japans voetbalelftal | Japans voetbalelftal | Japans voetbalelftal |
| Jaar                 | Wed.                 | Dlp.                 |
| -------------------- | -------------------- | -------------------- |
| 1994                 | 1                    | 0                    |
| 1995                 | 9                    | 0                    |
| 1996                 | 0                    | 0                    |
| 1997                 | 13                   | 0                    |
| 1998                 | 9                    | 0                    |
| 1999                 | 0                    | 0                    |
| 2000                 | 0                    | 0                    |
| 2001                 | 0                    | 0                    |
| 2002                 | 2                    | 0                    |
| 2003                 | 4                    | 0                    |
| Totaal               | 38                   | 0                    |